# 아센과 페터르의 난
아센과 페터르의 난(불가리아어: Въстание на Асен и Петър)은 불가리아인과 왈라키아인 들이 동로마 제국의 파리스트리온 테마에서 세금 인상으로 인해 일으킨 반란이다. 이는 1185년과 1186년 사이에 발발하였으며 아센 왕조에 의해 제 2차 불가리아 제국이 성립되면서 끝났다.

## 전개
이사키오스 2세는 헝가리의 벨러 3세의 딸과의 결혼을 위해 하이모스 산의 거주민들에게 무거운 세금을 가했다. 그들은 두 대표자(페터르와 아센 형제)를 보내서 트라키아의 킵셀라에서 황제와 협상하고자 하였다. 그들은 비잔티움 군대의 봉급을 늘려줄 것과 세금을 내는데 필요한 수도원 수입을 받기 위해 하이모스 산 근교의 토지를 하사할 것을 요청하였다. 이는 거절당했고, 그들은 무례하게 대해졌다. 이는 결국 반란으로 이어졌다.
형제가 돌아온 후 많은 저항자들은 반란에 참가하고자 하지 않았다. 페터르와 아센 형제는 터르노보에 테살로니키의 수호성인인 성 디미터르의 교회를 지으면서 그가 비잔티움 제국을 돕는 것을 그만두었다고 주장하였다. "신은 불가리아인과 왈라키아인을 해방하기로 결정하셨고 그들이 오랫동안 지고 있던 멍에를 벗겨내셨다." 이는 그들의 추종자들을 설득하여 비잔티움 제국의 도시를 공격하고, 감옥을 포위하였다. 제 1차 불가리아 제국의 수도였던 프레슬라프를 공격한 후 페터르는 자신을 불가리아의 차르 페터르 4세로 선언하였다.
1186년 봄, 이사키오스 2세는 반격에 나섰다. 이는 초반에는 성공적이었다. 1186년 4월 21일의 일식 동안 비잔티움군은 반란군을 성공적으로 공격하였고, 대부분의 반란군은 도나우 강 이북으로 도망가서 쿠만족과 접촉하였다. 상징적인 제스처로, 이사키오스 2세는 페터르의 집에 들어가서 성 디미터르의 이콘을 갔고 나옴으로써 성인의 가호를 되찾았다. 여전히 위협이 남아있었지만, 이사키오스 2세는 그의 승리를 축하하면서 콘스탄티노폴리스로 돌아갔다. 불가리아인과 왈라키아인의 군대가 돌아왔을 때, 그들은 강력한 쿠만족 동맹과 함께 돌아왔고, 그들은 무방비 상태인 지역을 찾아 점거하여 그들의 이전 영역뿐만 아니라 모에시아 전역을 되찾았고, 이는 새로운 불가리아의 성립을 향한 의미있는 발걸음이었다.
이사키오스 2세는 전쟁을 그의 삼촌인 세바스토크라토르 요한네스에서 맡겼고, 그는 반란군에게 몇차례 승리를 거두었으나 그 자신이 반란을 일으켰다. 그는 황제의 처남인 요한네스 칸타쿠제노스로 교체되었고, 그는 좋은 전략가였지만 산지 지형을 이용한 게릴라 전술에는 익숙치 않았다. 그의 군대는 현명치 못하게 산속의 적군을 찾으려다 매복에 당하여 큰 피해를 입었다. 세번째 장군인 알렉시오스 브라나스 역시 반란을 일으켜 콘스탄티노폴리스를 공격하였고, 이사키오스 2세는 그의 또 다른 처남인 콘라드의 도움으로 승리하였지만 이러한 내부 갈등은 불가리아 반란에 대한 주의를 분산하였고 이사키오스는 1187년 9월이 되어서야 새 군대를 파견할 수 있었다. 비잔티움 제국은 겨울 이전에 몇 차례 작은 승리를 거두었지만, 쿠만족의 도움과 산지를 이용한 전술을 바탕으로 반란군은 여전히 유리하였다.
1187년 봄 이사키오스는 로베치의 요새를 공격하였으나 3달 간의 포위 끝에 함락시키지 못하였다. 비잔티움 제국은 사실상 불가리아의 독립을 인정하였고, 하이모스 산과 도나우 강 사이의 지역을 상실하였다. 이사키오스 2세는 아센의 부인을 포로로 잡은 것과 그와 교환하여 형제의 동생인 이반(미래의 칼로얀)을 인질로 붙잡은 것을 위안으로 삼아야 했다.

## 참고 문헌
- Nicetas Choniates, Historia, ed. J.-L. Van Dieten, 2 vols. (Berlin and New York, 1975), pp. 368–9, 371-7, 394-9; trans. as O City of Byzantium, Annals of Niketas Choniates, by H.J. Magoulias (Detroit; Wayne State University Press, 1984)
- Paul Stephenson, Byzantium's Balkan Frontier. A Political Study of the Northern Balkans, 900–1204 (Cambridge: Cambridge University Press, 2000) pp. 289–300.
- R. L. Wolff, "The Second Bulgarian Empire. Its origin and history to 1204". Speculum 24 (1949): 167-206.
- George Ostrogorsky, History of the Byzantine State. Rutgers University Press, 1969.